# Scaphidriotis xylogramma
Scaphidriotis xylogramma är en fjärilsart som beskrevs av Turner 1899. Scaphidriotis xylogramma ingår i släktet Scaphidriotis och familjen björnspinnare. Inga underarter finns listade.